# Torymus grahami
Torymus grahami är en stekelart som beskrevs av Boucek 1994. Torymus grahami ingår i släktet Torymus och familjen gallglanssteklar. Inga underarter finns listade i Catalogue of Life.